# Gregorio Rosa Chávez
José Gregorio Rosa Chávez (Sociedad, 3 settembre 1942) è un cardinale e vescovo cattolico salvadoregno, dal 17 febbraio 1982 al 4 ottobre 2022 vescovo ausiliare di San Salvador.

## Biografia
José Gregorio Rosa Chávez è nato a Sociedad, nella diocesi di San Miguel, il 3 settembre 1942.

### Formazione e ministero sacerdotale
A causa delle limitazioni del suo piccolo paese natale è stato costretto a trasferirsi a Jocoro per proseguire gli studi dal quarto al sesto grado. Nel 1957 è entrato nel seminario minore di San Jose de la Montana dove ha continuato i suoi studi fino al 1961. Ha poi studiato filosofia e teologia al seminario di San José de la Montaña a San Salvador dal 1962 e il 1969. Nel 1965 ha prestato servizio nel seminario minore della sua diocesi di origine.
È stato ordinato presbitero il 24 gennaio 1970 nella cattedrale di Nostra Signora Regina della Pace dal vescovo di San Miguel José Eduardo Álvarez Ramírez. Nei primi tre anni di ministero è stato segretario del vescovo, parroco della chiesa del Rosario, direttore dei media diocesani "Radio Paz" e "Semanario Chaparrastique" e assistente spirituale di diverse associazioni e movimenti di apostolato dei laici. Dal 1973 al 1976 ha studiato all'Università Cattolica di Lovanio dove ha conseguito la licenza in comunicazione sociale. Al rientro in patria, sotto la guida dell'arcivescovo Óscar Romero, è divenuto rettore del seminario di San José de la Montaña e professore di teologia, incarichi mantenuti fino al 1982. Dal 1979 al 1982 è stato membro del consiglio direttivo dell'Organizzazione dei seminari latinoamericani.

### Ministero episcopale e cardinalato
Il 17 febbraio 1982 papa Giovanni Paolo II lo ha nominato vescovo ausiliare di San Salvador e titolare di Mulli. Ha ricevuto l'ordinazione episcopale il 3 luglio successivo nella chiesa di Maria Ausiliatrice di San Salvador dall'arcivescovo Lajos Kada, nunzio apostolico a El Salvador, co-consacranti il vescovo di San Miguel José Eduardo Álvarez Ramírez e quello di Santiago de María Arturo Rivera Damas.
Dal 1984 al 1988 e dal 2001 al 2005 è stato segretario generale del Segretariato episcopale dell'America Centrale e Panama, un organismo della Chiesa cattolica che raggruppa i vescovi delle nazioni dell'America centrale continentale. Attualmente è parroco della chiesa di San Francisco a San Salvador e dirige il gruppo giovanile "Monsignor Romero" della stessa parrocchia. È presidente della Caritas salvadoregna e della Caritas per l'America Latina e i Caraibi.
Il 21 maggio 2017, al termine del Regina Cœli, papa Francesco ha annunciato la sua creazione a cardinale che è avvenuta nel concistoro del 28 giugno, diventando così il primo cardinale salvadoregno.
Ad inizio luglio 2017 si è diffusa la notizia della sua nomina come inviato del papa per la riconciliazione tra Corea del Nord e Corea del Sud.
Il 3 settembre 2022 ha compiuto ottant'anni e, in base a quanto disposto dal motu proprio Ingravescentem Aetatem di papa Paolo VI del 1970, è uscito dal novero dei cardinali elettori. Il 4 ottobre dello stesso anno papa Francesco ha accolto la sua rinuncia, per raggiunti limiti d'età, all'ufficio di vescovo ausiliare di San Salvador.

## Genealogia episcopale
La genealogia episcopale è:
- Cardinale Scipione Rebiba
- Cardinale Giulio Antonio Santori
- Cardinale Girolamo Bernerio, O.P.
- Arcivescovo Galeazzo Sanvitale
- Cardinale Ludovico Ludovisi
- Cardinale Luigi Caetani
- Cardinale Ulderico Carpegna
- Cardinale Paluzzo Paluzzi Altieri degli Albertoni
- Papa Benedetto XIII
- Papa Benedetto XIV
- Papa Clemente XIII
- Cardinale Giovanni Francesco Albani
- Cardinale Carlo Rezzonico
- Cardinale Antonio Dugnani
- Arcivescovo Jean-Charles de Coucy
- Cardinale Gustave-Maximilien-Juste de Croÿ-Solre
- Vescovo Charles-Auguste-Marie-Joseph Forbin-Janson
- Cardinale François-Auguste-Ferdinand Donnet
- Vescovo Charles-Emile Freppel
- Cardinale Louis-Henri-Joseph Luçon
- Cardinale Charles-Henri-Joseph Binet
- Cardinale Maurice Feltin
- Cardinale Jean-Marie Villot
- Arcivescovo Lajos Kada
- Cardinale José Gregorio Rosa Chávez

## Araldica
| Stemma | Interpretazione |
| ------ | --- |
|        | Lo stemma del cardinale Rosa Chávez sottolinea il particolare legame del porporato con la figura di Óscar Romero. All'interno dello scudo, infatti, sono presenti: - la stella a 7 raggi, che simboleggia la profonda devozione mariana di monsignor Romero; - la palma, che ricorda i martiri di El Salvador, tra cui anche l'arcivescovo Romero; - il rametto di rosmarino, che evoca il cognome di Óscar Romero: in spagnolo, infatti, "romero" significa "rosmarino"; - il segno della fede, rappresentato dalle 2 mani che si stringono, che ricorda la missione pastorale di monsignor Romero, caratterizzata dall'attenzione per i poveri e la promozione della pace in El Salvador. |